# Damián Iguacén Borau
Damián Iguacén Borau (ur. 12 lutego 1916 w Fuencalderas, zm. 24 listopada 2020 w Huesca) – hiszpański duchowny katolicki, biskup diecezjalny Barbastro-Monzón (1970–1974), Teruel i Albarracín (1974–1984) i San Cristóbal de La Laguna (1984–1991).

## Życiorys
Święcenia kapłańskie otrzymał 7 czerwca 1941.
10 sierpnia 1970 papież Paweł VI mianował go biskupem diecezjalnym Barbastro-Monzón. 11 października tego samego roku z rąk arcybiskupa Luigiego Dadaglio przyjął sakrę biskupią. 23 września 1974 przeniesiony do diecezji Teruel i Albarracín, w latach 1984–1991 biskup diecezjalny San Cristóbal de La Laguna. 12 czerwca 1991 ze względu na wiek na ręce papieża Jana Pawła II złożył rezygnację z zajmowanej funkcji. W 2020 roku był najdłużej żyjącym biskupem katolickim na świecie.